# New Directions for Women
New Directions for Women (anciennement New Directions for Women in New Jersey) est un magazine féministe américain créé en janvier 1972 par la militante féministe Paula Kassell et disparu en 1993.

## Historique
Le journal a pour origine une conférence nationale organisée en mai 1971 par diverses organisations féministes dont la National Organization for Women, durant laquelle est décidée la création d'un journal destiné à assurer la communication entre militantes et à recruter de nouvelles féministes. À l'aide d'autres bénévoles et avec les fonds récoltés lors de la conférence, Paula Kassell crée le magazine en janvier 1972 et en assure la direction ; il est à but non lucratif.
Le premier numéro de New Directions for Women in New Jersey, imprimé à l'aide d'un miméographe, paraît en janvier 2012 à 2 000 exemplaires, distribués gratuitement. Sa diffusion augmente rapidement pour atteindre un lectorat de 50 000 personnes en mars 1973, répartis entre seize États américains et le Canada. Le magazine, alors long de douze pages, est imprimé au format tabloïd et distribué depuis Denville (New Jersey), tandis que sa conception est essentiellement conduite depuis le domicile de Paula Kassell à Dover (New Jersey). Le journal dispose d'une rédaction de huit femmes et d'une soixantaine de collaborateurs, tous bénévoles. Le coût de l'abonnement annuel s'élève à 3 $.
En 1975, le titre prend le nom New Directions for Women en même temps qu'il devient un périodique national ; en novembre de la même année, il dispose de vingt pages. En 1977, la rédaction déménage à Westwood (New Jersey) ; New Directions for Women dispose alors d'un lectorat de 30 000 personnes dont environ 8 000 abonnés,. La direction du trimestriel, jusque-là dévouée à Paula Kassell, revient désormais à un comité éditorial composé de neuf femmes (dont Paula Kassell). Fin 1979, New Directions for Women devient bimensuel.
En 1983, Phyllis Kriegel en devient la rédactrice en chef, poste qu'elle occupera jusqu'à la disparition du magazine ; ce dernier déménage à Englewood, toujours dans le New Jersey. Au milieu des années 1980, alors que le magazine se professionnalise, les membres de l'équipe de rédaction perçoivent un salaire ; à la fin de la décennie, les rédacteurs ont à leur tour le droit à une rémunération.
En 1993, le bimensuel, long de plus de quarante pages – conçues à l'aide de la publication assistée par ordinateur (PAO) –, est lu par environ 65 000 personnes à travers le pays. Toutefois, en raison d'un coût de production à la hausse, de la baisse du nombre d'abonnements (tombé à environ 3 500, à dix dollars l'année) et malgré quelques dons – qui lui ont permis de se développer – ainsi qu'un plan de relance, New Directions for Women cesse de paraître ; son dernier numéro est daté d'octobre/novembre 1993.

## Ligne éditoriale
Dans sa déclaration d'intention, New Directions for Women in New Jersey se définit comme un « journal trimestriel dont le but est d'informer les femmes du New Jersey sur l'égalité des droits – dans le droit, l'emploi, l'avortement, la publicité, l'éducation, les arts, la famille, la garde des enfants, la religion – dans tous les domaines »,.
Paula Kassell explique en 1973 au New York Times : « Nous essayons de nous concentrer sur des sujets qui intéressent spécifiquement les femmes – non seulement les féministes, mais toutes les femmes. »
À l'occasion du numéro de janvier/février 1982, le comité éditorial décide d'actualiser la déclaration d'intention du magazine afin de l'adapter au contexte de la seconde vague du féminisme :

« New Directions for Women s'engage à publier les diverses voix du féminisme. Nous pensons que la diversité du mouvement féministe doit être vue comme l'une de ses forces. New Directions for Women est un périodique féministe national écrit pour les féministes et destiné aux femmes qui ne se sont pas encore destinées à un avenir féministe. New Directions for Women croit que lorsque l'on comprend la force tentaculaire du sexisme, l'on agit pour opérer des changements. »

Le magazine, indépendant de toute association ou groupe précis au sein du mouvement féministe, entend ainsi offrir un large panel d'opinions. Il aborde tous les sujets en lien avec les droits des femmes (y compris avec des articles financiers, économiques et sur l'entrepreneuriat) et traite également de l'homophobie, de sexualité, de spiritualité ou encore d'environnement. Alors qu'il se professionnalise au cours des années quatre-vingt, il s'adonne davantage au journalisme d'enquête.

## Rédactrices en chef
- 1972-1977 : Paula Kassell
- 1977-1983 : Vivian Scheinmann
- 1983-1993 : Phyllis Kriegel